# Pobrđe Milodraž
Pobrđe Milodraž es un pueblo ubicado en el municipio de Kiseljak, en el cantón de Bosnia Central, Bosnia y Herzegovina.

## Superficie
Cuenta con una superficie de 2,30 kilómetros cuadrados.

## Demografía
Hasta 2013 la población era de 148 habitantes, con una densidad de población de 64,3 habitantes por kilómetro cuadrado.
| Gráfica de evolución demográfica de Pobrđe Milodraž entre 1961 y 2013              |
|                                                                                    |
| Datos según Population statistics of Eastern Europe & former USSR y Statistika.ba. |